# LTV1
LTV1 ist ein lettischer Fernsehsender der öffentlich-rechtlichen Fernsehgesellschaft Latvijas Televīzija (LTV). Der Sender bietet hauptsächlich Informations-, Bildungs-, Kultur- und Unterhaltungssendungen. Das wichtigste Nachrichtenformat, das seit den 1950er Jahren auf Sendung ist, heißt LTV Panorāma. Seit 2000 wird auch der Eurovision Song Contest jährlich auf LTV1 übertragen. Im April 2014 hatte der Sender eine Einschaltquote von 8,1 %. Somit hatten der baltische Ableger von Perwy kanal, die privaten Sender TV3 Latvija, NTV Mir Latvija und LNT höhere Einschaltquoten als der öffentlich-rechtliche Kanal.
Seit dem 19. Mai 2021 sendet LTV1 in HD. Ein Livestream ist über den eigenen Streamingdienst LSM Replay ebenfalls in HD verfügbar.

## Logos

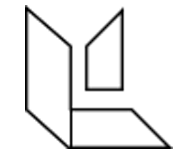
von 1991 bis 1995
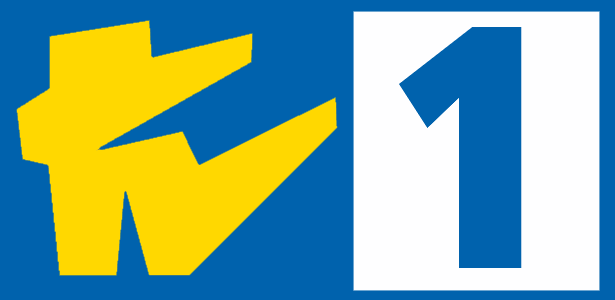
von 1995 bis 2000
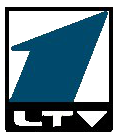
von 2000 bis 2002
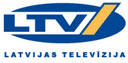
von 2003 bis 2006
von 2006 bis 2013
von 2013 bis 2017
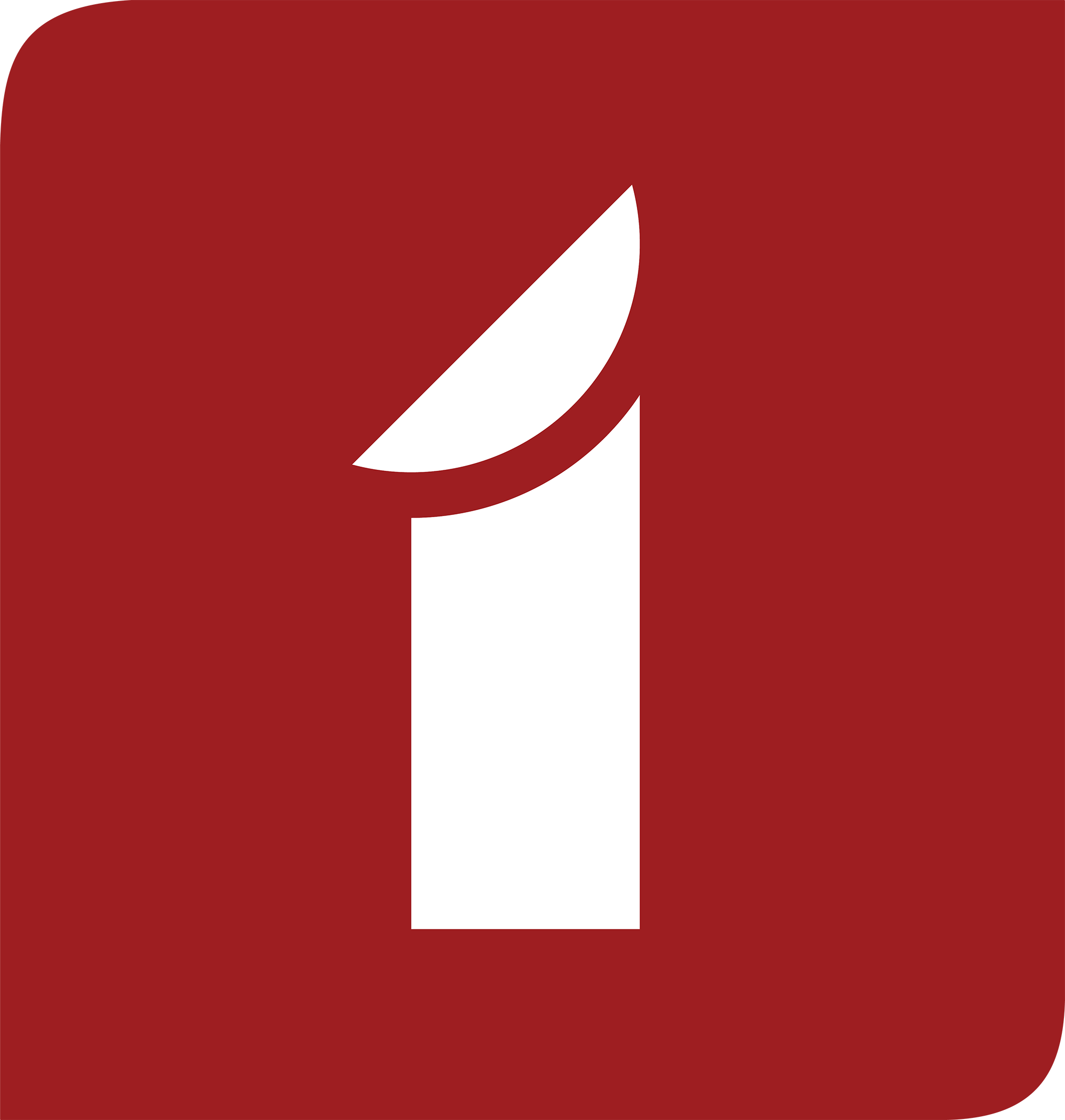
von 2017 bis 2022
seit 2022